# Karl Ivanovitch Rossi
Karl Ivanovitch Rossi (1775 – 1849) foi um arquiteto russo nascido na Itália. Fixado em São Petersburgo, foi um dos responsáveis pelo embelezamento da cidade. Construiu a praça em hemiciclo do palácio de Inverno, e as fachadas gêmeas do palácio do Sínodo e do Senado.